# Божественный мусор
«Божественный мусор» (англ. Divine Trash) — документальный фильм режиссёра Стива Йеджера, посвящённый другому режиссёру Джону Уотерсу, а также дрэг-квин Дивайн.

## О фильме
В картине рассказывается о ранней жизни, становлении и триумфе балтиморского режиссёра—пионера полночных фильмов Джона Уотерса. Фильм начинается с интервью, которое Уотерс дал в 1972 году, а также с кадров его первых работ. В фильме присутствует множество интервью, в том числе с его родителями, его братом, матерью Дивайн, актёрами и командой, другими режиссёрами, кинокритиками, критиками, которые с ужасом вспоминают о фильмах Уотерса. В фильме можно увидеть кадры со съёмок его самых первых работ. Большое внимание уделяется и творческому тандему Уотерс—Дивайн, а также культовой картине «Розовые фламинго», одной из главных киноработ маэстро.

## Участники съёмок
- Джон Уотерс
- Пэт Уотерс
- Джон Уотерс-старший
- Стив Уотерс
- Стив Бушеми
- Минк Стоул
- Гершел Гордон Льюис
- Джордж Кучар
- Джим Джармуш
- Дивайн (архивные кадры)
- Дэвид Локари (архивные кадры)
- Эдит Мэсси (архивные кадры)
- Мэри Вивиан Пирс
- Хершел Гордон Льюис
- Хэл Хартли
- Дэвид О. Расселл
- Роберт Шэй
- Хэл Хартли